# ستون خاکستری خارجی
ستون خاکستری خارجی (به انگلیسی: Lateral Grey Column) (که به آن شیپور خارجی، شاخ خارجی، شاخ خارجی طناب نخاعی یا ستون بینی-خارجی نیز می گویند)، یکی از سه ستون خاکستری طناب نخاعیست (که در مقطع عرضی به شکل پروانه در می آید)؛ ستون های دیگر، ستون‌های قدامی و خلفی اند. ستون خارجی در وهله اول درگیر فعالیت‌های بخش سمپاتیک دستگاه حرکتی خودمختار است. این ستون از دید کناری، در نواحی توراسیک (سینه‌ای) و لومبار (کمری) (بخصوص T1-L2) از بخش خلفی-خارجی ستون خاکستری قدامی، به صورت یک ناحیه مثلثی شکل دیده می شود.